# 井上正 (経営学者)
井上 正（いのうえ ただし、1952年 - ）は、日本の経営学者。早稲田大学社会科学部教授。

## 人物・経歴
兵庫県生まれ。1976年横浜国立大学経営学部卒業。神戸大学より経営学修士の学位を取得後、1981年神戸大学大学院経営学研究科経営数学専攻単位取得退学。早稲田大学社会科学部教授を経て、早稲田大学社会科学総合学術院社会科学部教授。

## 著作

### 著書
- 『組織と情報の経営学』（共著) 中央経済社 1989年
- 『経営学の<基本>が3時間でわかる本 : 経営の基本を見つめ直す』（共著）明日香出版社 1995年
- 『企業組織の経営学』（共著) 早稲田大学出版部 1999年
- 『制度経営学入門』（共編著）中央経済社 1999年
- 『組織行動論』（共著）中央経済社 2006年

### 訳書
- マーク・カッソ『組織と情報ー新しい企業理論の展開ー』アグネ承風社 2002年